# Liste der Bodendenkmale in Torgau
In der Liste der Bodendenkmale in Torgau sind die Bodendenkmale der Stadt Torgau und ihrer Ortsteile nach dem Stand der Auflistung von Klaus Kroitzsch und Harald Quietzsch aus dem Jahr 1984 aufgelistet. Eventuelle Änderungen und Ergänzungen, insbesondere aus der Zeit nach der Wende, sind nicht berücksichtigt, da für Sachsen aktuell keine neueren allgemein zugänglichen Bodendenkmallisten vorliegen. Die Baudenkmale sind in der Liste der Kulturdenkmale in Torgau aufgeführt.
| Denkmal-ID | Fundart             | Ortsteil     | Bezeichnung                           | Zeitstellung    | Lage | Bemerkungen | Bild |  |
| ---------- | ------------------- | ------------ | ------------------------------------- | --------------- | --- | --- | ---- |  |
| ?          | Befestigung > Burg  | Mehderitzsch | Wallanlage „Kessel“                   | Frühe Eisenzeit | südwestlich des Orts, Niederung, nördlich des Wegs nach Taura | ovaler Ringwall, im Osten stark verflacht, Schutz seit 9. Dezember 1957                                                                                             |      |  |
| ?          | Grabmal > Grabhügel | Mehderitzsch | Gruppe von mindestens 10 Hügelgräbern | Bronzezeit      | westlich von Mahitzschen, Forstrevier Mahitzschen Abteilungen 29, 32 und 34, beiderseits der Straße nach Taura, auf dem Gebiet der Gemarkungen Mehderitzsch und Mahitzschen   | Hügel mit bis zu 30 m Durchmesser und bis zu 2,5 m Höhe, Schutz seit 15. März 1959                                                                                  |      |  |
| ?          | Grabmal > Grabhügel | Staupitz     | Gruppe von ca. 10 Hügelgräbern        | Bronzezeit      | nordnordwestlich des Orts in der Kolbitzer Heide, Forstrevier Pflückuff Abteilungen 123 und 127, 400 m nordnordwestlich des Rundteils                                         | Hügel mit bis zu 30 m Durchmesser und bis zu 1,1 m Höhe, fast alle Hügel gestört, Schutz seit 9. Dezember 1957                                                      |      |  |
| ?          | Befestigung > Burg  | Torgau       | Wehranlage „Schloss Hartenfels“       | Mittelalter     | östlicher Altstadtrand | Abschnittsbefestigung in Spornlage, durch Schloss überbaut, vorgelagerter Abschnittsgraben im Nordwesten in veränderter Form erhalten, Schutz seit 9. Dezember 1957 |      |  |
| ?          | Grabmal > Grabhügel | Torgau       | Gruppe von ca. 20 Hügelgräbern        | Bronzezeit      | südwestlich des Orts im Pflückuff, Forstrevier Pflückuff Abteilungen 102, 109 und 113, beiderseits des Schwertwegs, zwischen Sechsenweg und der Straße nach Langenreichenbach | Hügel mit bis zu 40 m Durchmesser und bis zu 2,3 m Höhe, fast alle Hügel gestört, Schutz seit 9. Dezember 1957                                                      |      |  |
| ?          | besonderer Stein    | Torgau       | Steinkreuz                            | Spätmittelalter | nördlich des Ortskerns, östlich der Wolffersdorffstraße, nördlich des Abzweigs nach Repitz                                                                                    | mehrfach umgesetzt, Schutz seit 25. März 1963 |      |  |